# Iglesia católica Sankt Margrethen

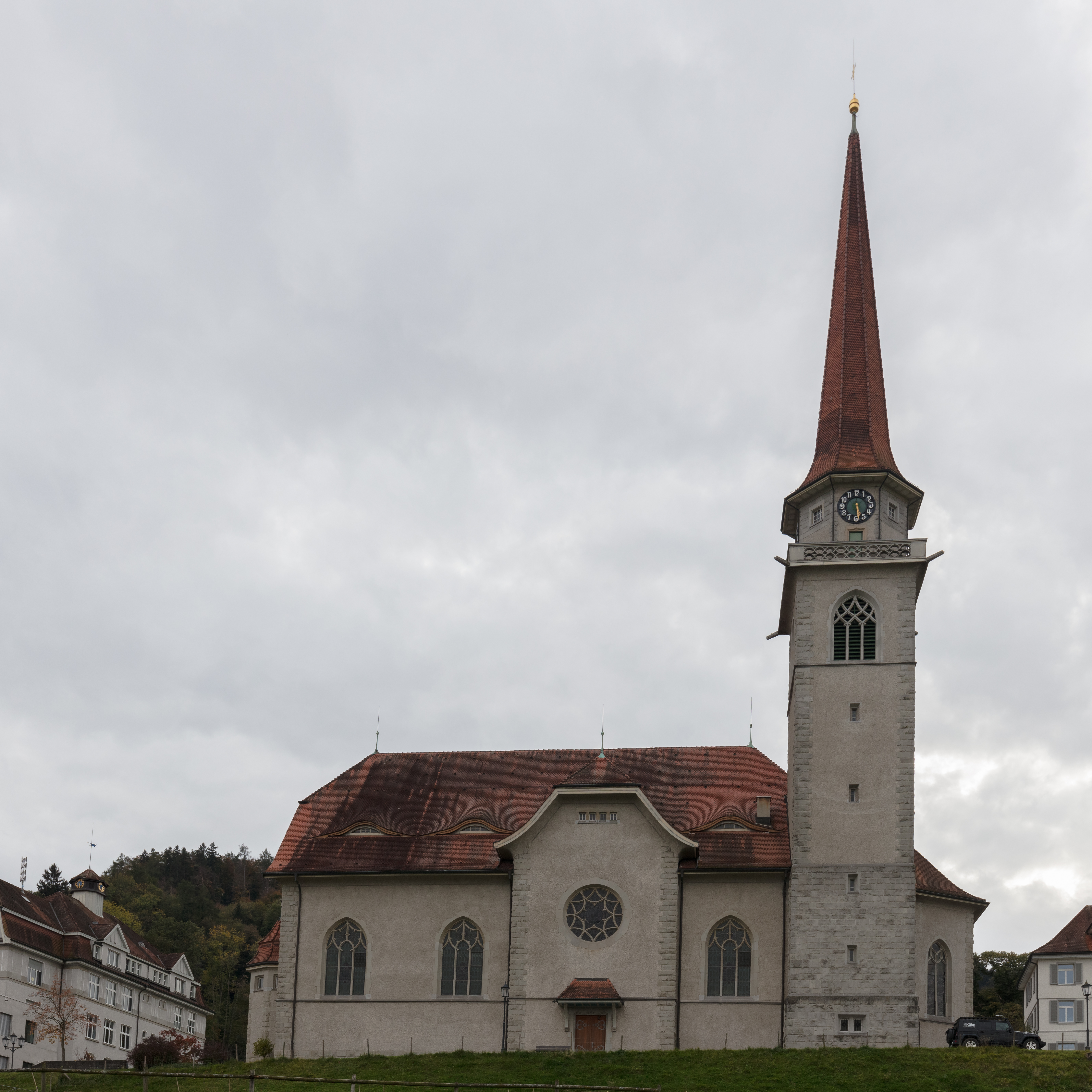

La iglesia católica Sankt Margrethen es un templo católico situado en la localidad de Sankt Margrethen, comuna suiza del cantón de San Galo. Está dedicado a Santa Margarita.

## Edificio
El templo está situado sobre una colina de piedra. El primer edificio religioso data del siglo IX y la construcción se prolongó durante varias etapas con diferentes elementos del Románico, Gótico y Barroco. El edificio es un patrominio en protección desde 1939. En ese año se celebró la renovación exterior del templo, la interior no concluyó hasta 1996.

## Galería de imágenes

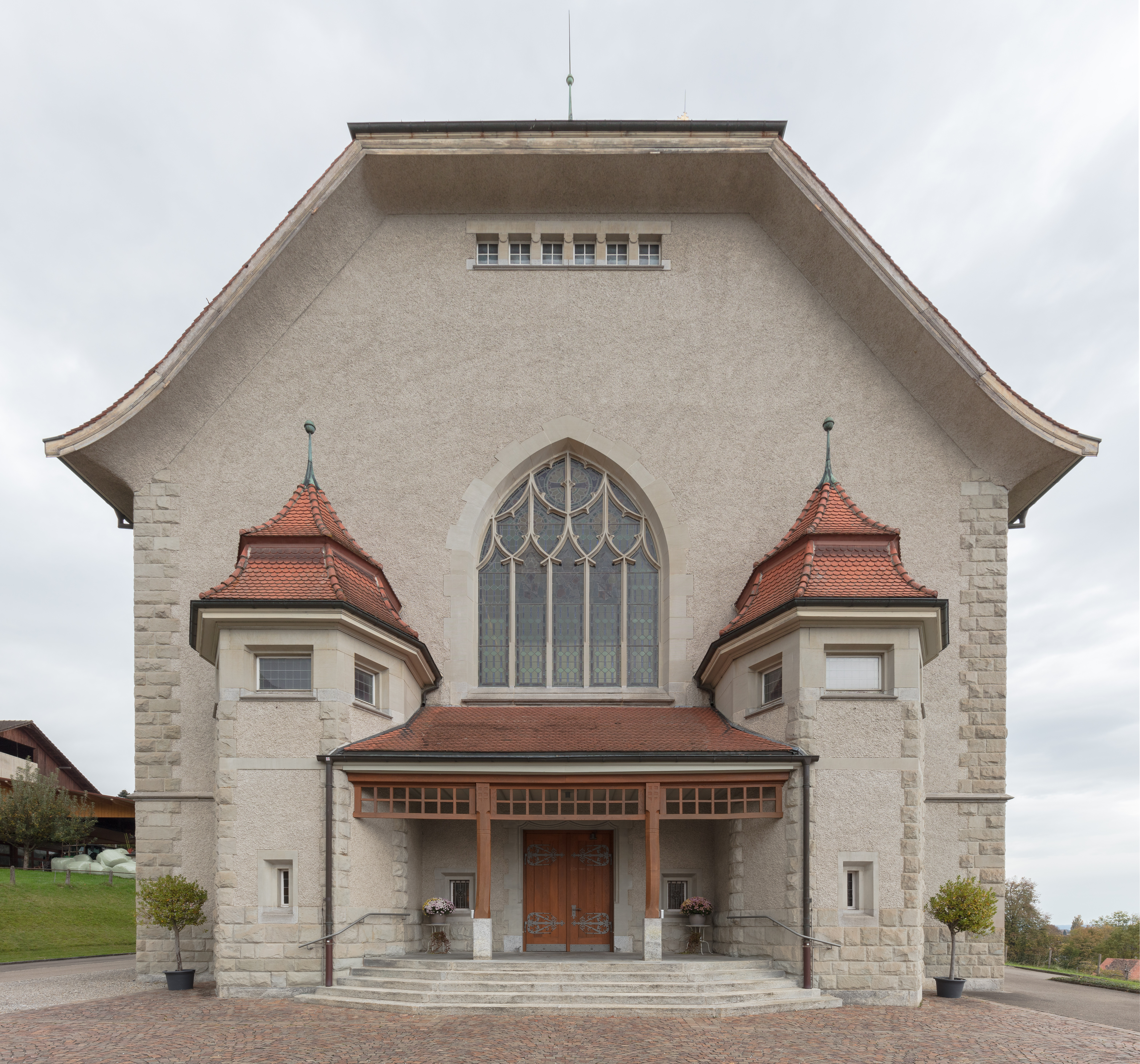
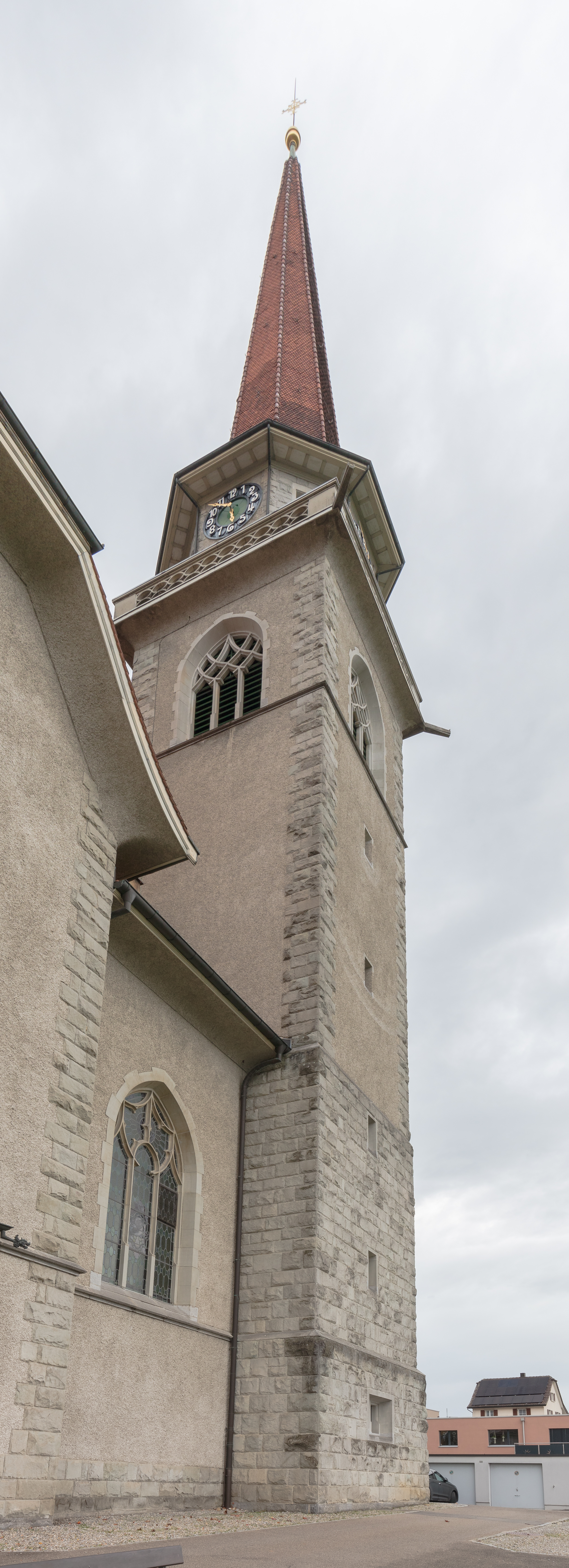
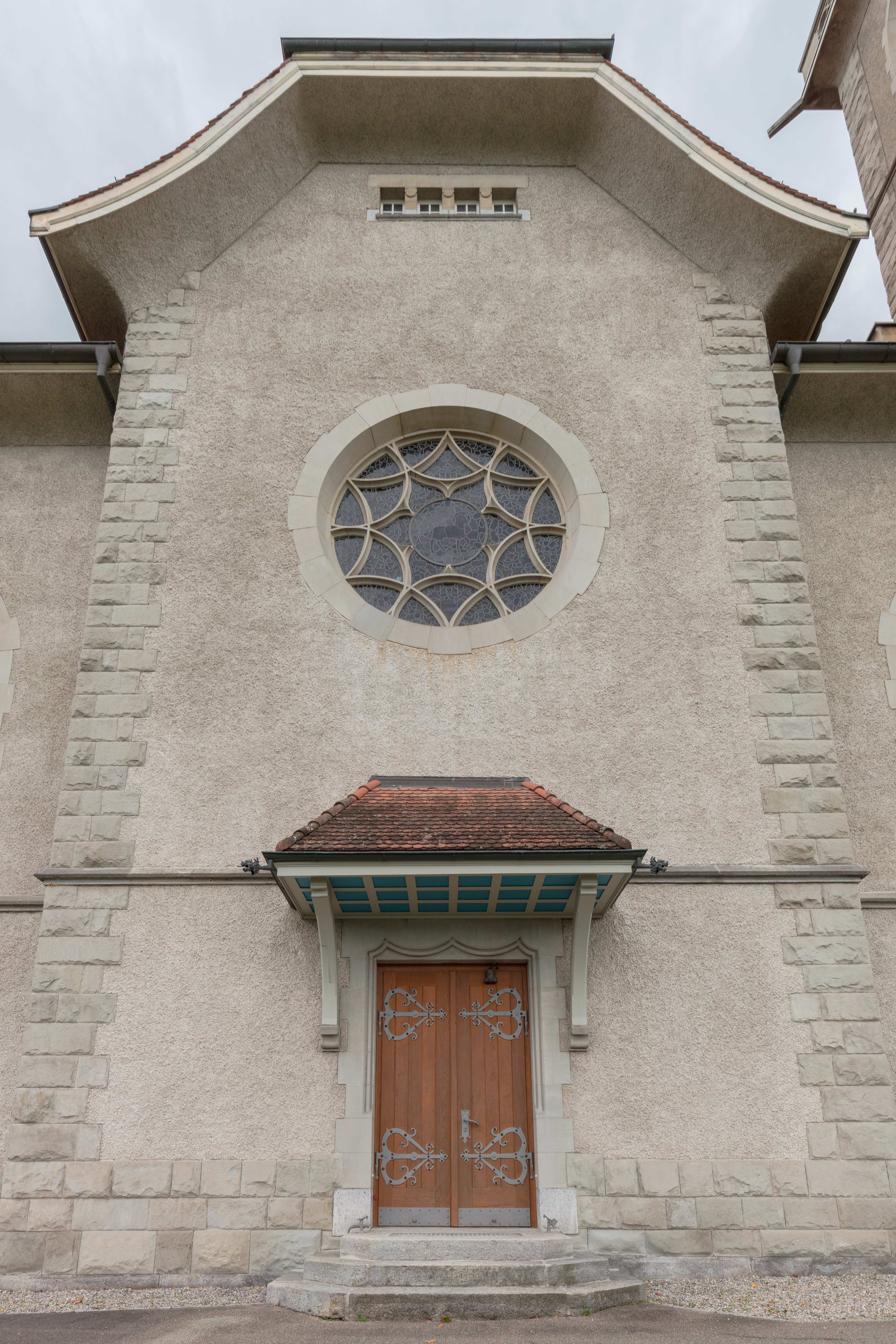
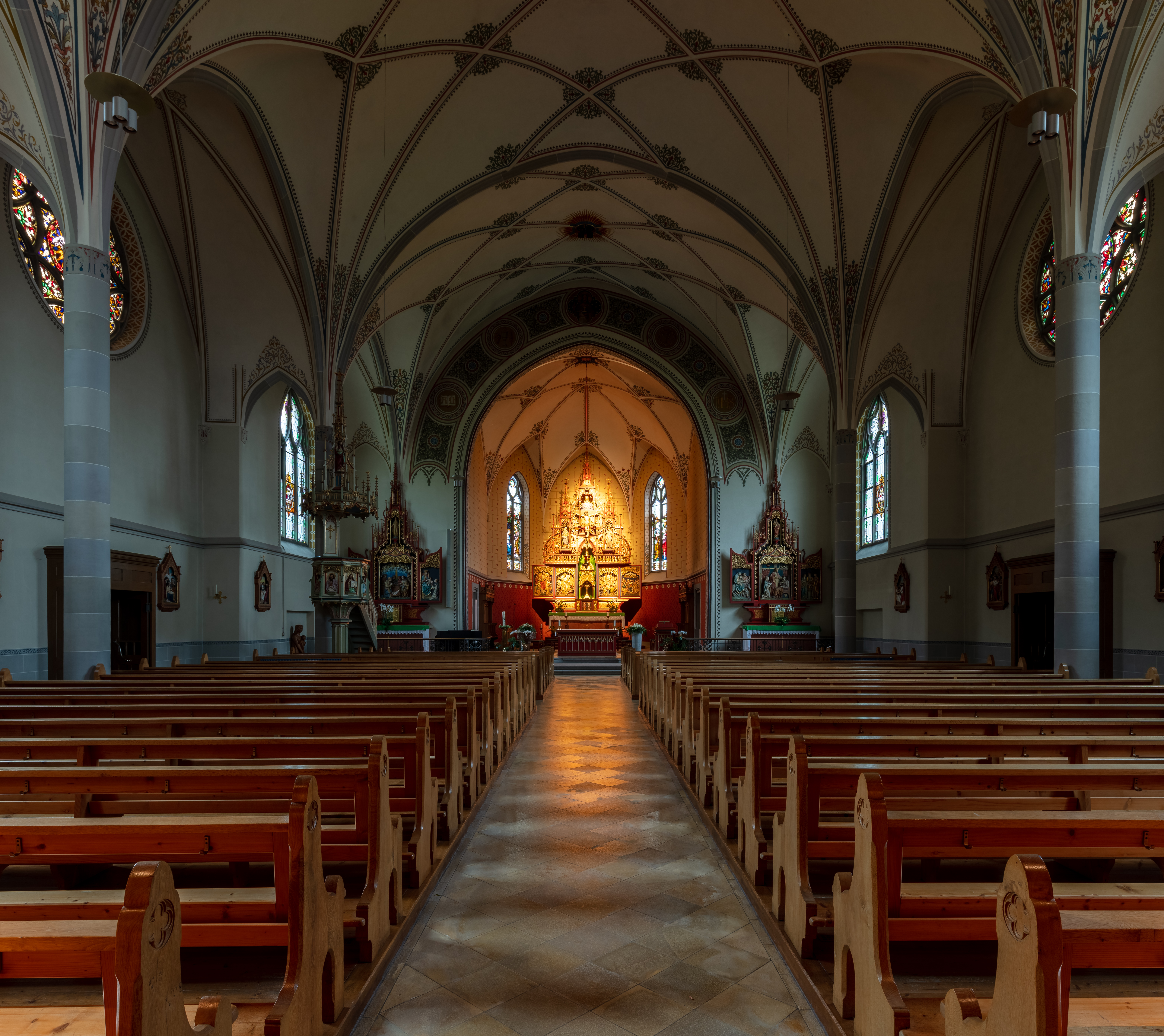
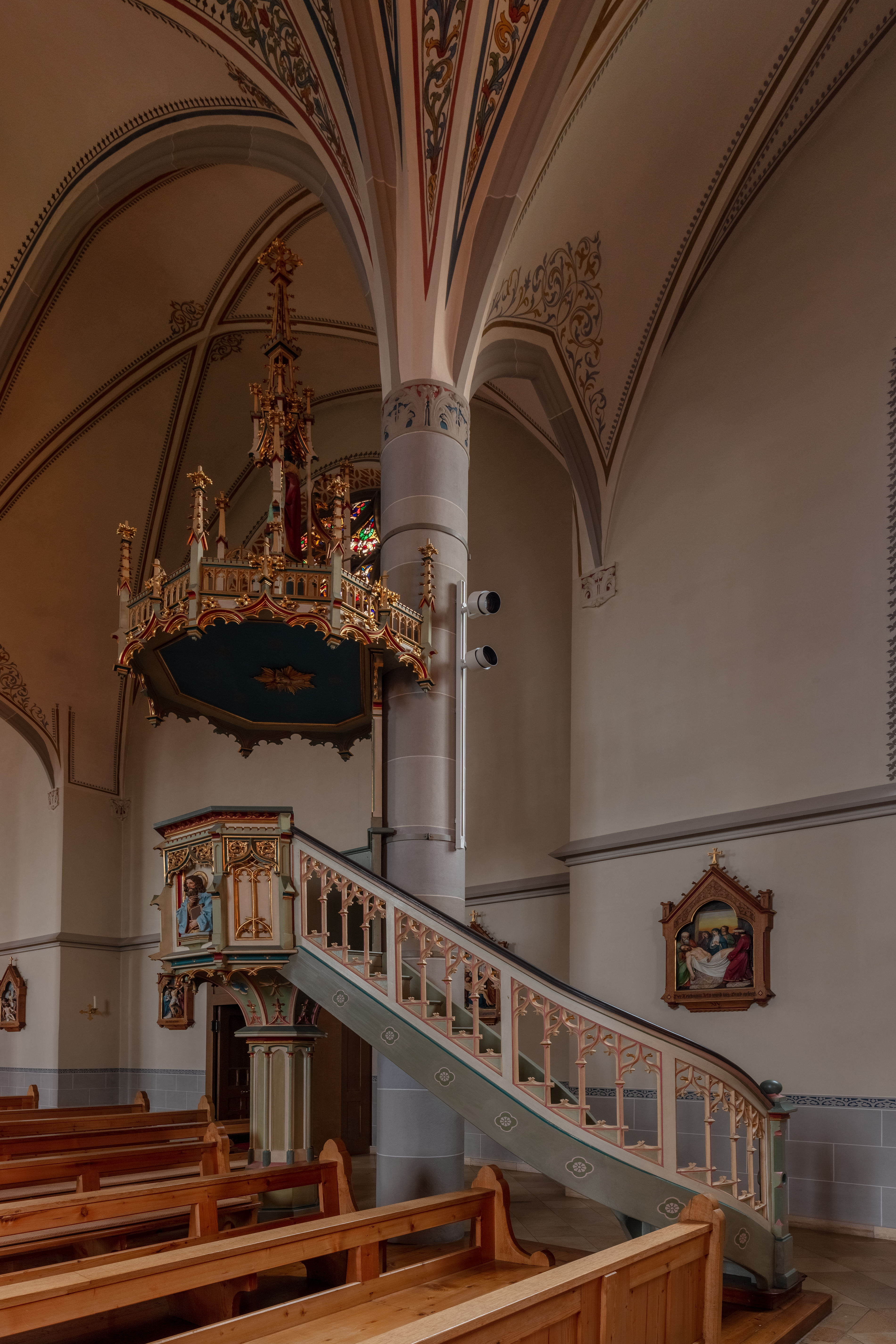
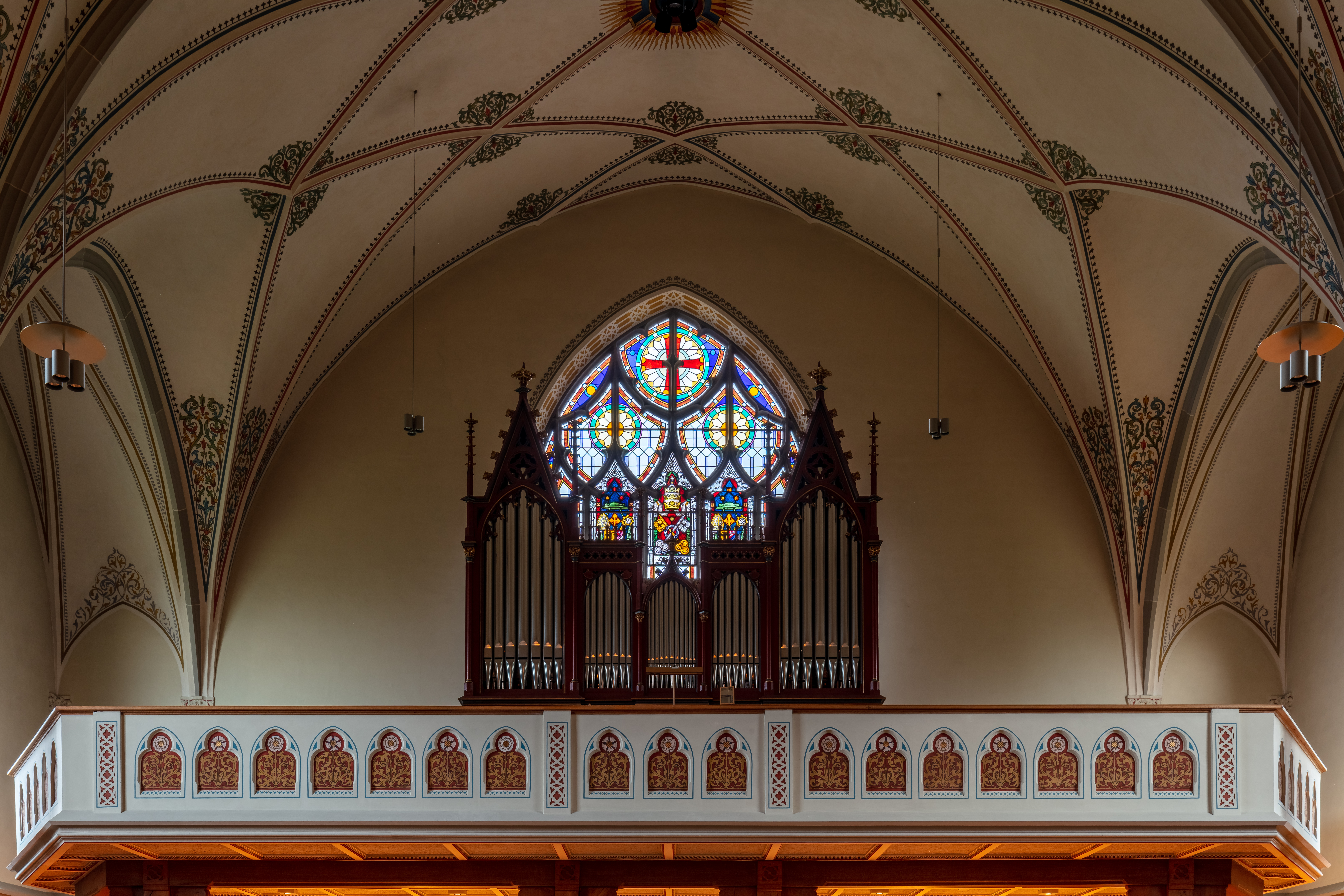
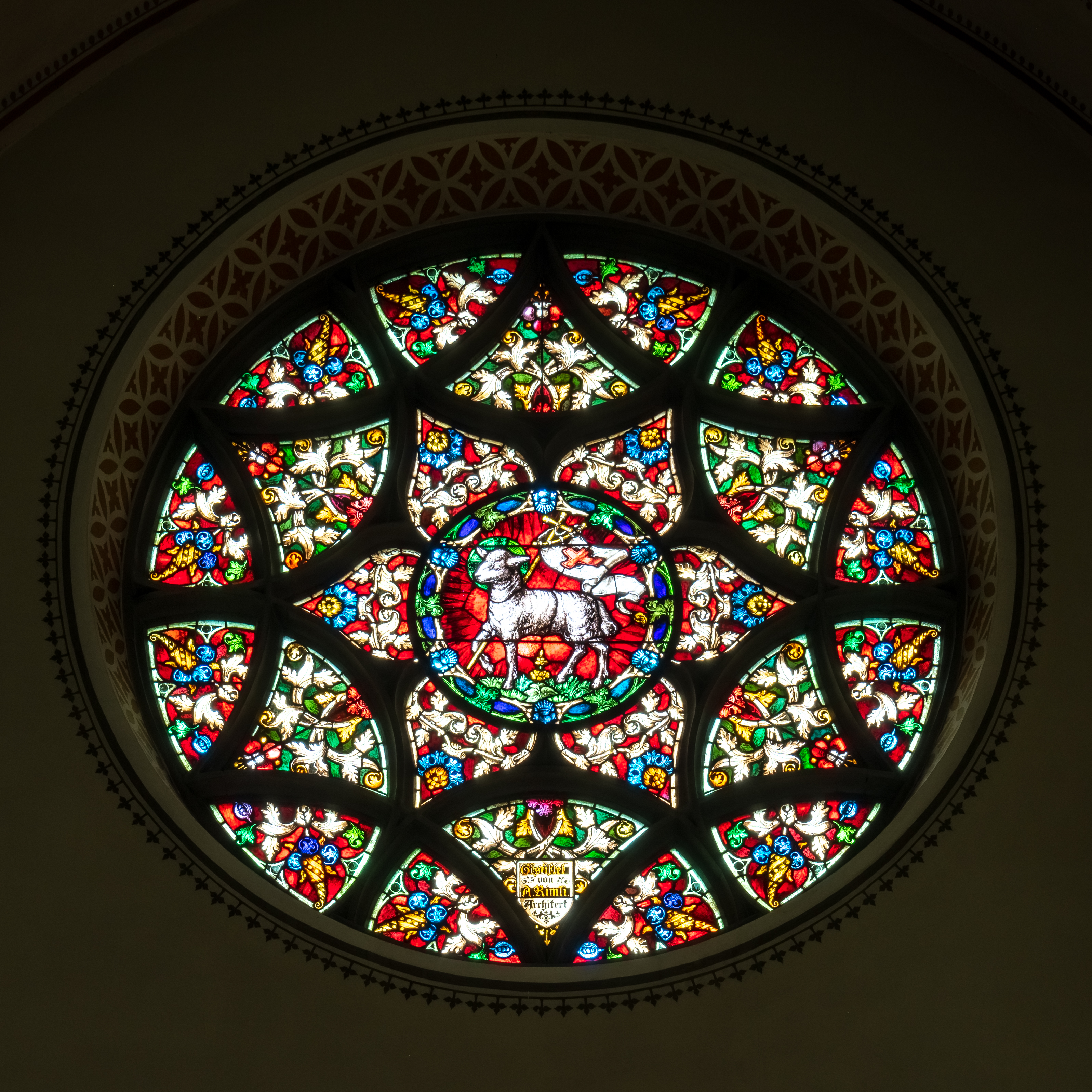
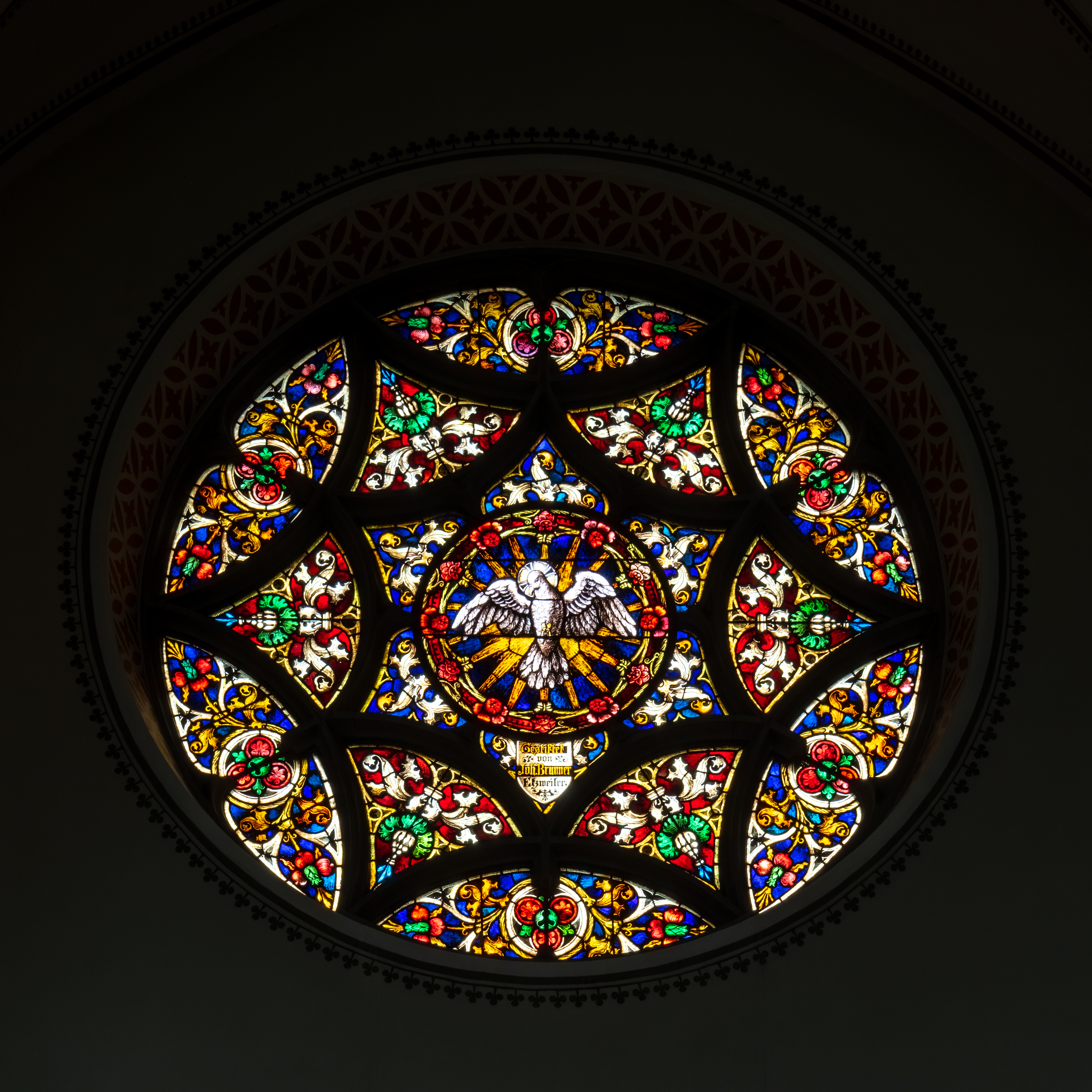
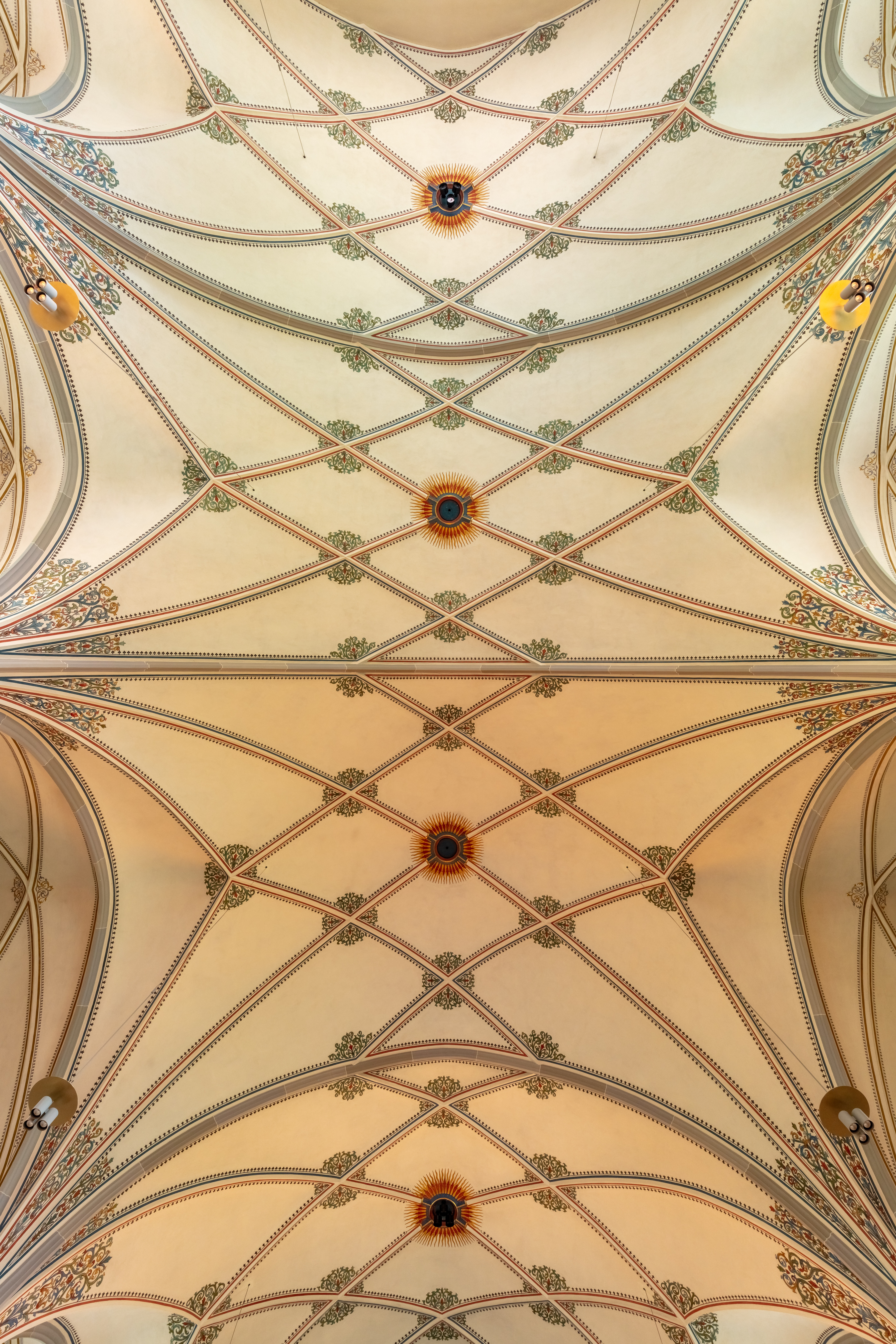